# Клепали
Клепали́ — село в Україні, у Конотопському районі Сумської області. Населення становить 711 осіб. До 2020 орган місцевого самоврядування — Клепалівська сільська рада.

## Географія
Село Клепали розташоване на лівому березі річки Сейм, вище за течією на відстані 5 км розташоване село Піски, нижче за течією примикає село Ігорівка, на протилежному березі — село Чаплищі.
По селу тече струмок, що пересихає із загатою. Річка у цьому місці звивиста, утворює лимани, стариці та заболочені озера. Деякі стариці мають назви. Назва села походить від озера Клепало.
Поруч пролягає автомобільний шлях Т 1908 та залізниця, станція Клепали.
На північному сході від села бере початок річка Буривня, права притока річки Сейм.

## Історія

Братська могила радянських воїнів та пам'ятник воїнам-землякам

- У фондах Російського державного архіву давніх актів (РДАДА) у Москві зберігається «Кресленик земель у районі деревні Клепало Підгородного стану Путивльського повіту», виконаний чорнилом на папері. Датований цей картографічний документ 1685 роком. Його створення пов'язане з «Судовою справою за чолобиттям Зіновія Кузьмича Панова на путивльських солдат Андрія та Василя Спиридоновичів Соколових про незаконне насильницьке заволодіння пасічним місцем за річкою Сеймом». Кресленик склеєний з двох аркушів і має формат 62х40 см. На ньому позначені село Клепало, Клепальське городище, Вирський шлях, курган біля цього шляху, річка Сейм, озеро Клепало з гирлом, яке впадає в Сейм, Клепальський та Пісківський яри, три невеличкі кургани у верхів'ях Пісківського яру, Дике поле, пасіка тощо. Позначені також землі Зіновія Панова та Леонтія Черепова, які на той час межували біля Клепал.
- 23 лютого 1693 р. по благословенній грамоті священику о. Федору був виданий антимінс для освячення церкви Миколи Чудотворця у селі Клепальське Городище (Материалы для истории церквей Курской, Харьковской, Орловской, Черниговской и Воронежской губ., городов и станиц Донской области: по приходным окладным книгам жилых дачных церквей патриаршего Казенного приказа, 7136[1628]-1746 гг., Типография Русского товарищества, с.67)
- За даними на 1862 рік у власницькому селі Путивльського повіту Курської губернії мешкало 1370 осіб (688 чоловіків та 682 жінки), налічувалось 140 дворових господарств, існувала православна церква, селітряний завод та станова квартира[1].
- Станом на 1880 рік у колишньому власницькому селі, центрі Клепальської волості, мешкало 1625 осіб, налічувалось 274 дворових господарства, існували православна церква та школа[2].
- У склепі при Казанській церкві були поховані поміщики Викентій Семенович та Варвара Миколаївна Студзінські і Олександр Гаврилович Гамалія (Река времен. Книга четвертая. Русский провинциальній некрополь. Москва, 1996, с.398).
- Село постраждало внаслідок геноциду українського народу, здійсненого урядом СРСР 1932-33, встановлено смерті не менше 19 людей[3].
- Наприкінці 1940-их років окупаційна комуністична влада зруйнувала храм Казанської ікони Божої Матері:

| Церковну цеглу районний партійно-комсомольський актив використовував на спорудження власних будинків у м. Бурині, а також на брукування доріг. Місцеві селяни при руйнації церковних підвалів оскверняли склепи і поховання священиків, фундаторів храму та членів їх родин: металеві труни розбивали, а вцілілі рештки одягу та риз розтягували «на лоскутки». Було сплюндроване і саме місце, де стояла церква: ґрунт вивозився на підсипання автошляху «Харків-Глухів»… |
- 12 червня 2020 року, відповідно до розпорядження Кабінету Міністрів України № 723-р «Про визначення адміністративних центрів та затвердження територій територіальних громад Сумської області», село увійшло до складу Буринської міської громади[5].
- 19 липня 2020 року, в результаті адміністративно-територіальної реформи та ліквідації Буринського району, увійшло до складу новоутвореного Конотопського району[6].

## Населення

### Мова
Розподіл населення за рідною мовою за даними :
| Мова            | Кількість | Відсоток |
| --------------- | --------- | -------- |
| українська      | 683       | 96.06%   |
| російська       | 24        | 3.38%    |
| білоруська      | 1         | 0.14%    |
| польська        | 1         | 0.14%    |
| інші/не вказали | 2         | 0.28%    |
| Усього          | 711       | 100%     |

## Економіка
- Свино-товарна ферма.
- «Клепали», приватна агрофірма.
- «Альфа», фермерське господарство.

## Відомі люди
- Гетьман Андрій Лаврентійович — радянський військовик, генерал армії. Герой Радянського Союзу.
- Єфименко Роман Федорович (1916—1996) — український графік.